# شیرشاه سوری
فرید خان شیرشاه سوری (۱۴۸۶–۲۲ مه ۱۵۴۵) همچنین معروف به شیرخان و سلطان عادل، از سال ۱۵۳۰ تا ۱۵۴۰ حاکم بیهار و از سال ۱۵۴۰ تا زمان مرگش در سال ۱۵۴۵ سلطان هندوستان بود. او امپراتوری گورکانی را شکست داد، امپراتوری سور را بنیان نهاد و حکومت خود را در دهلی برقرار کرد. تأثیر نوآوری‌ها و اصلاحات او بسیار فراتر از دوران کوتاه سلطنتش بود. در طول دوران قدرت، او در هیچ نبردی شکست نخورد و به عنوان یکی از ماهرترین سرداران افغان در تاریخ شناخته می‌شد. در پایان سلطنتش، امپراتوری او تقریباً تمام شمال هند را در بر می‌گرفت.
او که بین سال‌های ۱۴۷۲ تا ۱۴۸۶ به دنیا آمد و نام فرید خان را برایش برگزیدند، در اوایل کودکی به دلیل اختلافات خانوادگی از خانه گریخت. او به تحصیل در جونپور پرداخت، جایی که پس از آنکه پدرش یک مقام مدیریتی بر جاگیرهای خود به او پیشنهاد داد، ظهورش به قدرت آغاز شد. شیرشاه به‌طور مؤثر این سرزمین‌ها را اداره کرد و به دلیل اصلاحاتش که باعث رونق منطقه شد، شهرت یافت. با این حال، به دلیل دسیسه‌های خانوادگی، او سرانجام از مقام خود بر جاگیرها دست کشید. سپس شیرشاه به آگرا نقل مکان کرد و تا زمان مرگ پدرش در آنجا ماند. این واقعه به او اجازه داد تا به جاگیرهای خانوادگی خود بازگردد و کنترل را به دست گیرد و بدین ترتیب رهبری خود را تثبیت کند و به قدرت بیشتری دست یابد.
شیرشاه پس از به قدرت رسیدن گورکانیان، مدتی را در آگرا گذراند و رهبری بابر را مشاهده کرد. پس از ترک آگرا، او به خدمت والی بیهار درآمد. پس از مرگ والی در سال ۱۵۲۸، شیرشاه مقام بالایی در بیهار به دست آورد و تا سال ۱۵۳۰، نایب‌السلطنه و حاکم بالفعل پادشاهی شد. او درگیر منازعاتی با اشراف محلی و سلطنت بنگال شد. در سال ۱۵۳۸، در حالی که همایون، امپراتور گورکانی، درگیر لشکرکشی‌های نظامی در جاهای دیگر بود، شیرشاه سلطنت بنگال را تصرف کرد و سلسله سوری را تأسیس کرد. او گورکانیان را شکست داد و آنها را از هند بیرون راند و خود را به عنوان امپراتور در دهلی مستقر کرد. شیرشاه لشکرکشی‌های نظامی متعددی را علیه همسایگان خود رهبری کرد و پنجاب، مالوا، ماروار، میوار و بوندلخند را فتح کرد. شیرشاه، هم مدیر با استعدادی بود و هم سرداری توانا. سازماندهی مجدد قلمرو و نوآوری‌های راهبردی او پایه‌های امپراتوران آینده گورکانی، به ویژه اکبر را بنا نهاد. شیرشاه در ماه مه ۱۵۴۵ در حین محاصره قلعه کالینجار درگذشت. پس از مرگ او، امپراتوری دچار جنگ داخلی شد تا اینکه سرانجام توسط گورکانیان دوباره فتح شد.
در دوران حکومت خود به عنوان شاه سوریان، شیرشاه اصلاحات اقتصادی، اداری و نظامی متعددی را اجرا کرد. او اولین روپیه را ضرب کرد، شبکهٔ پستی شبه قاره هند را سازماندهی کرد و جاده بزرگ را از چیتاگونگ در بنگال تا کابل در افغانستان گسترش داد که به‌طور قابل توجهی تجارت را بهبود بخشید. شیرشاه شهر دین‌پناه همایون را توسعه داد و نام آن را به شیرگر تغییر داد و شهر تاریخی پاتالی‌پوترا را که از قرن هفتم میلادی رو به زوال بود، به عنوان پتنا احیا کرد. علاوه بر این، او چندین لشکرکشی نظامی را آغاز کرد که باعث احیای برتری افغان‌ها در هند شد.

## پیشینه
فرید خان ملقب به شیرخان نخست سرباز بود و سپس در زمان بابر در لشکر گورکانیان به درجه فرماندهی رسید و پس از آن فرماندار بیهار شد. در سال ۱۵۳۷ زمانی که همایون، پسر بابر، با سپاه خود از پایتخت دور شده‌بود شیرخان وقت را مناسب دید و در ایالت بنگال دست به شورش زد و پادشاهی سوری را برپا کرد.
نصیرالدین همایون پادشاه گورکانی که پس از شکست از شیرشاه سوری به ایران پناهنده شده بود، تحت حمایت شاه طهماسب قرار گرفت و حتی به یاری او قندهار را بازپس گرفت.
شیرشاه در خلال پنج سال حکومت خود، از ۱۵۴۰ تا ۱۵۴۵، اصلاحات لشکری و کشوری گوناگونی را به مورد اجرا گذاشت و نظام‌نامه‌رسانی در هند را سازماندهی جدیدی بخشید.

## نبرد با همایون
رقابت میان همایون و برادرش کامران‌میرزا، سبب شد تا همایون ضعیف شود و طولی نکشید که شیرشاه و بهادرشاه آماده حمله به همایون شدند. لشکر همایون و شیرشاه در سال ۹۴۵ قمری/۱۵۳۹ میلادی در «بگزار» درگیر گشتند. همایون با لشکر ضعیف خود، ترسیده بود و نمی‌خواست وارد جنگ شود و ترجیح داد که با شیرشاه از در صلح وارد شود و حکومت بیهار و بنگال را واگذار کند که یک‌باره افغان‌ها از پشت بر سر لشکر همایون ریختند. گورکانی‌ها چون غافل‌گیر شده بودند، بنای فرار گذاشتند. خیلی از لشکریان سپاه هند یا همایون در رودخانه گنگ غرق شدند، ولی همایون توانست جان سالم ببرد و شیرشاه به منزله یک قهرمان افغانی به‌شمار آمد.
همایون دوباره آماده جنگ گشت و در سال ۹۴۷ قمری/۱۵۴۰ میلادی در «قنوج» با سپاه شیرشاه درگیر شد و دوباره شکست خورد و برای نجات جان خویش، مجبور گردید تا تاج‌وتخت را به حریف فاتح خود واگذار نماید؛ ولی چون برادرش کامران او را به قلمرو خویش پناه نمی‌داد، به طرف سند گریخت و پس از آن راهی ایران گشت و به دربار شاه طهماسب پناه آورد.

## نگارخانه

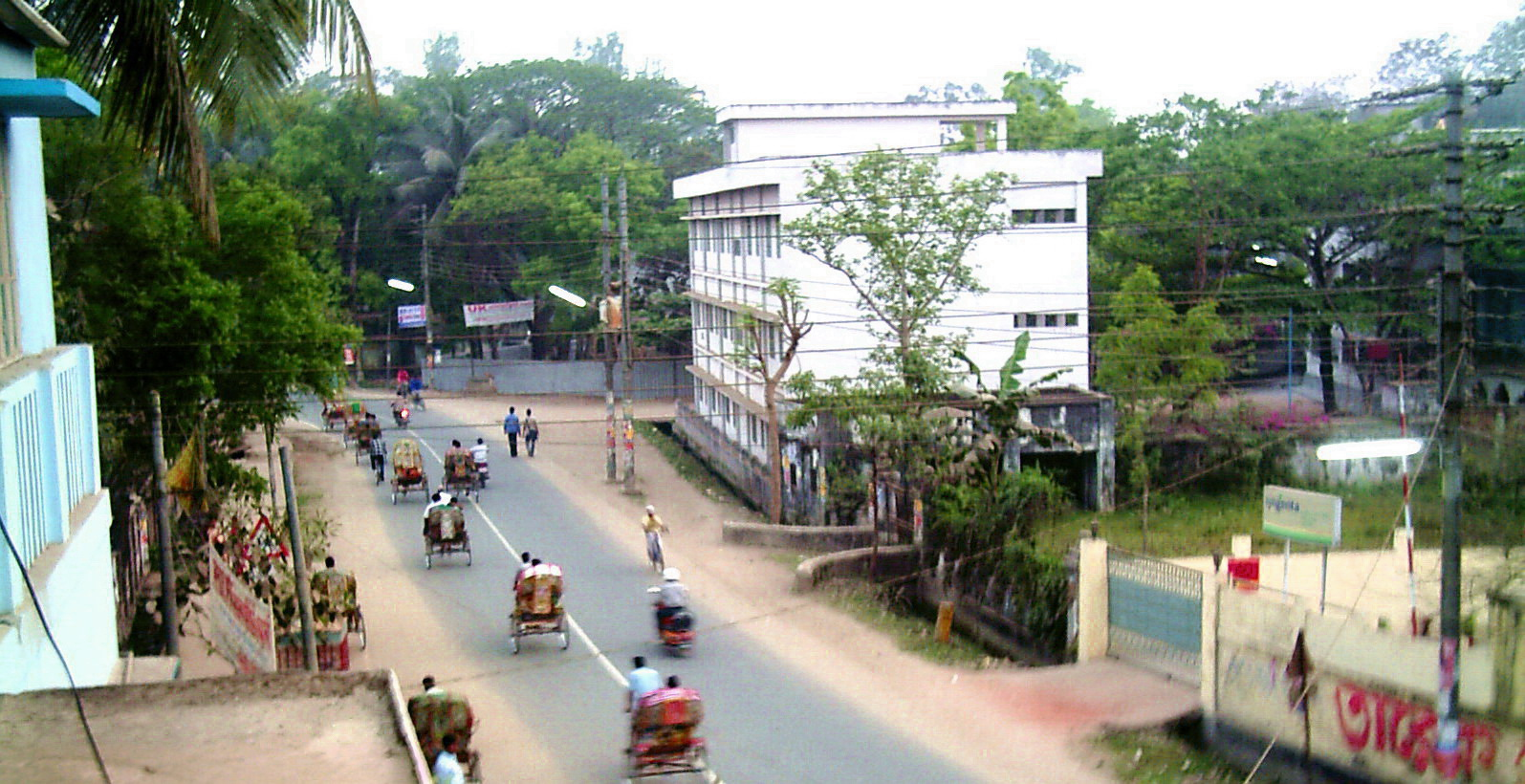
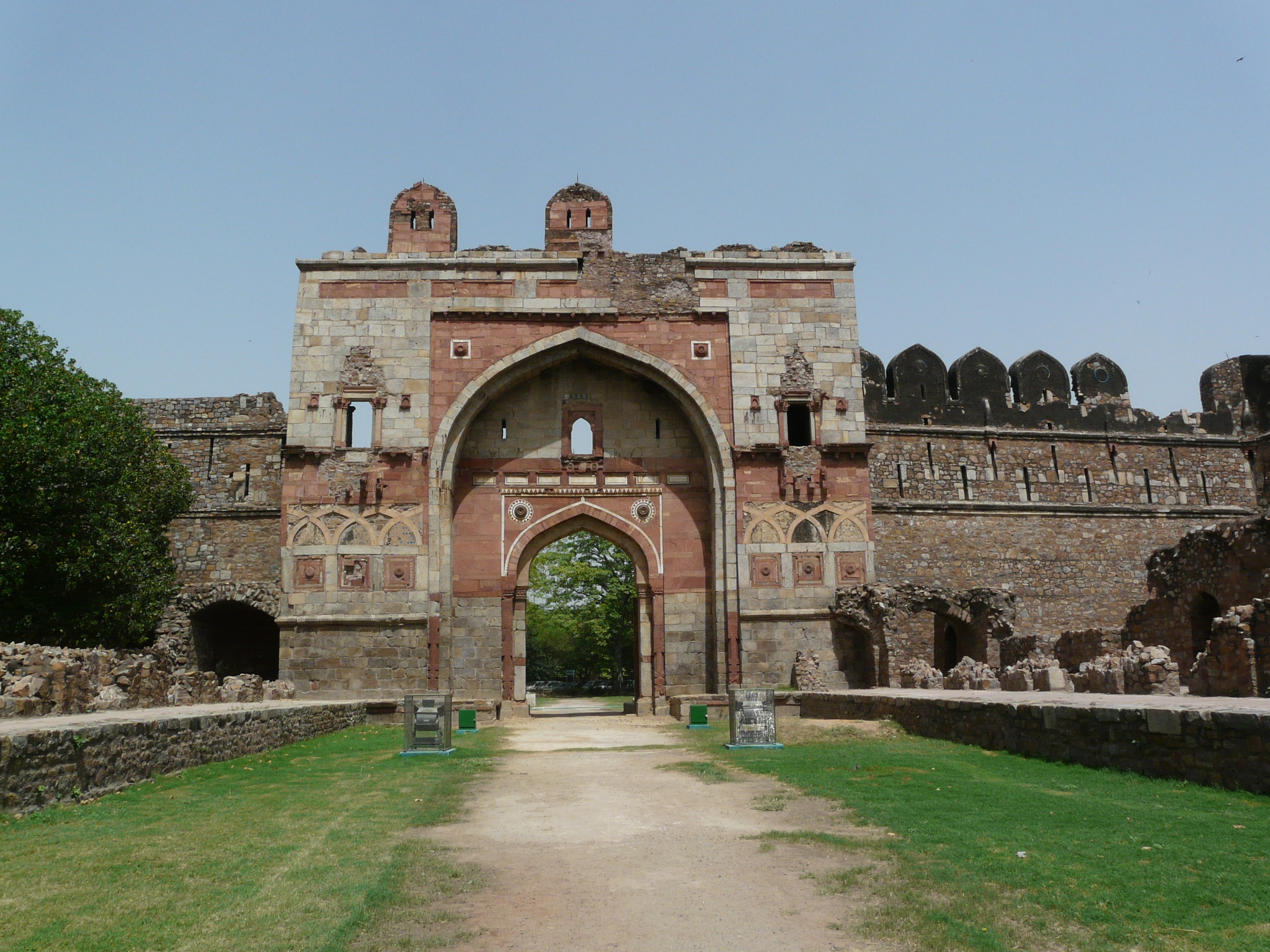
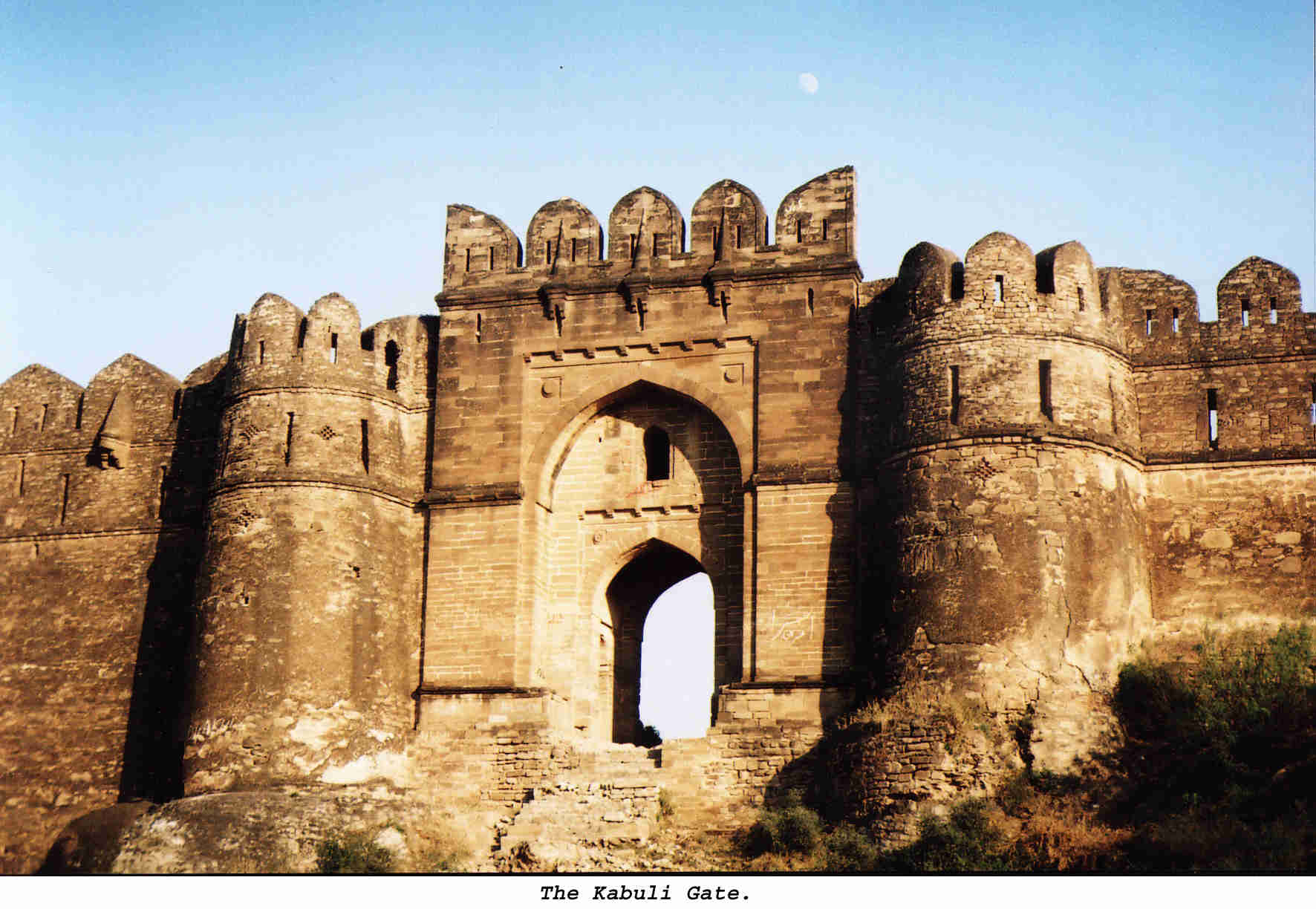
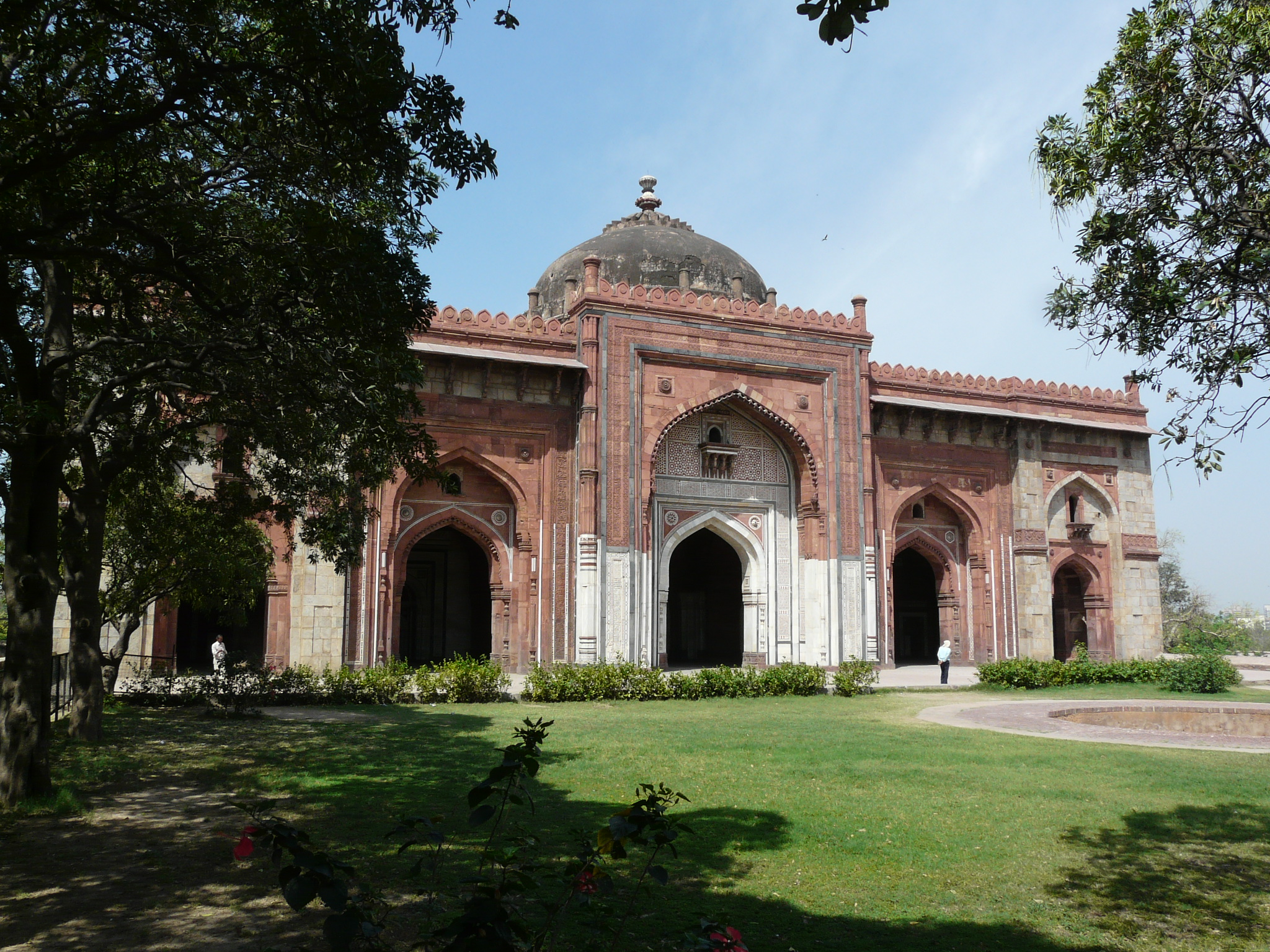
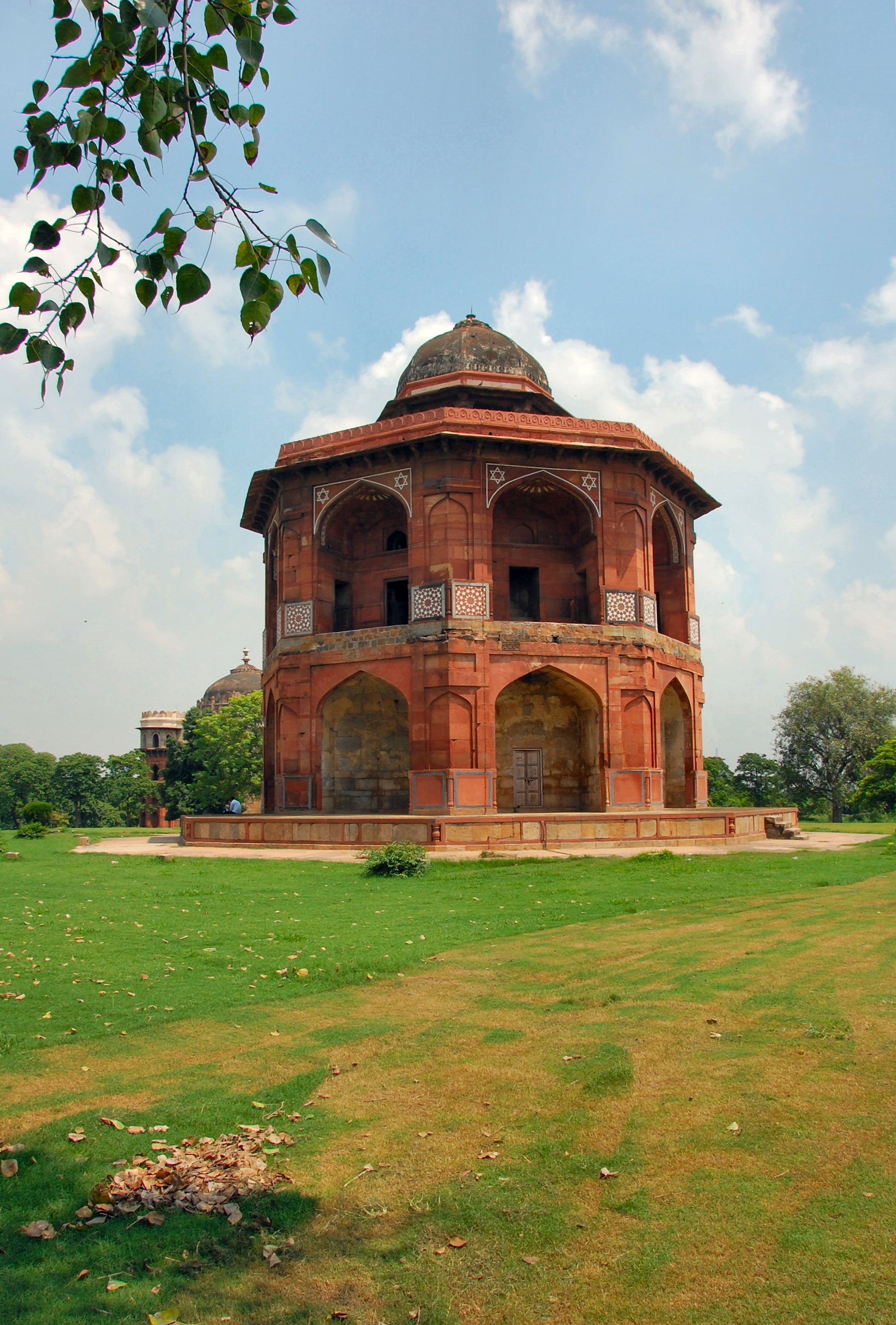
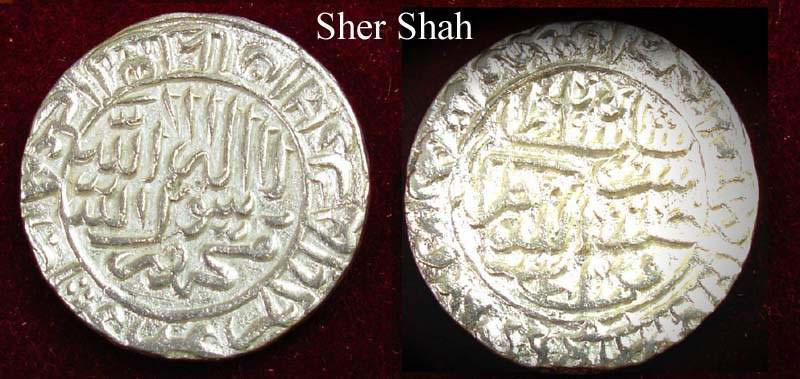
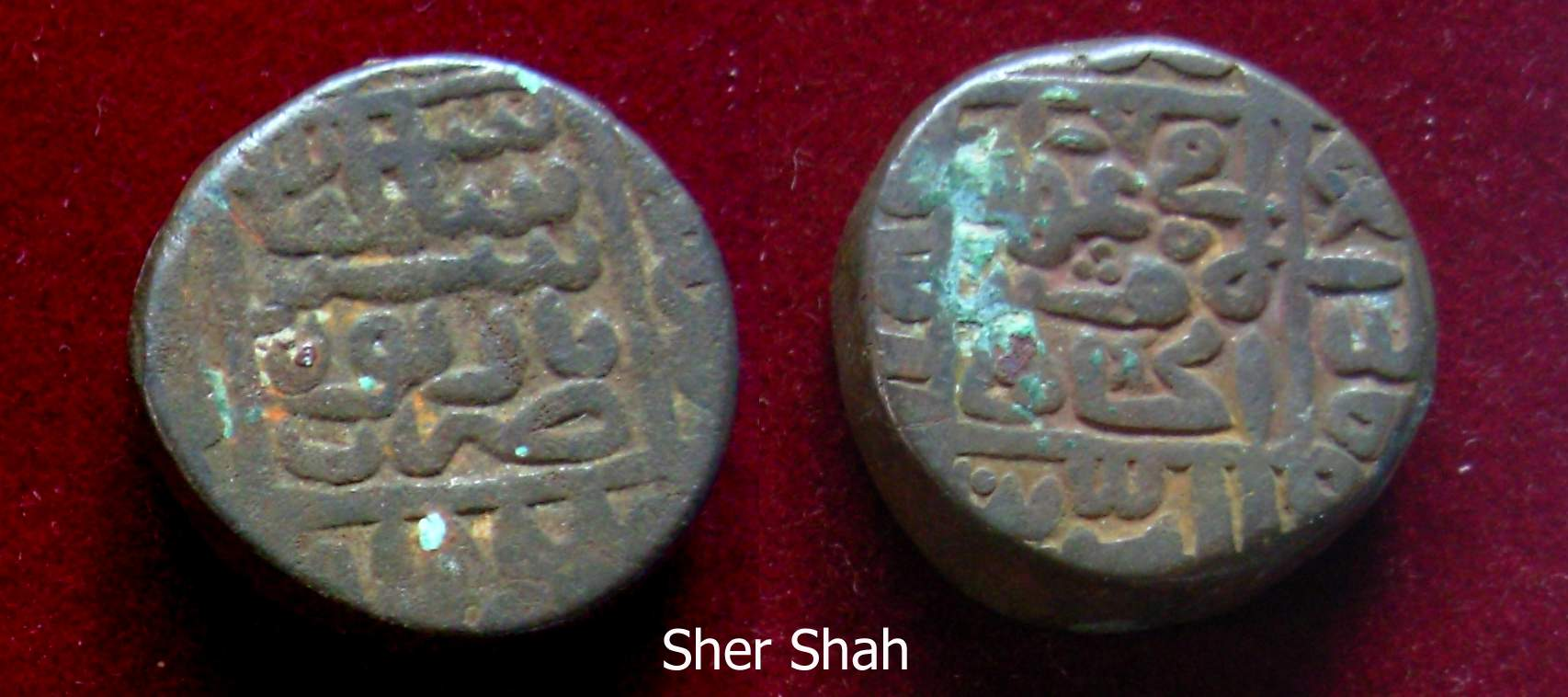